# Empis dumetorum
Empis dumetorum är en tvåvingeart som beskrevs av Philippi 1865. Empis dumetorum ingår i släktet Empis och familjen dansflugor. Inga underarter finns listade i Catalogue of Life.